# Contea di Mingenew
La contea di Mingenew è una delle diciassette Local Government Areas che si trovano nella regione di Mid West, in Australia Occidentale. Essa si estende su di una superficie di circa 1.939 chilometri quadrati ed ha una popolazione di 471 abitanti.